# Henry Scott Tuke
Henry Scott Tuke (York, 12 giugno 1858 – Falmouth, 13 marzo 1929) è stato un pittore e fotografo britannico.
Con uno stile improntato all'Impressionismo, è probabilmente conosciuto maggiormente per i suoi dipinti di giovani uomini e ragazzi nudi, che gli hanno meritato lo status di pioniere della cultura omosessuale e dell'arte queer.

## Biografia

### Primi anni

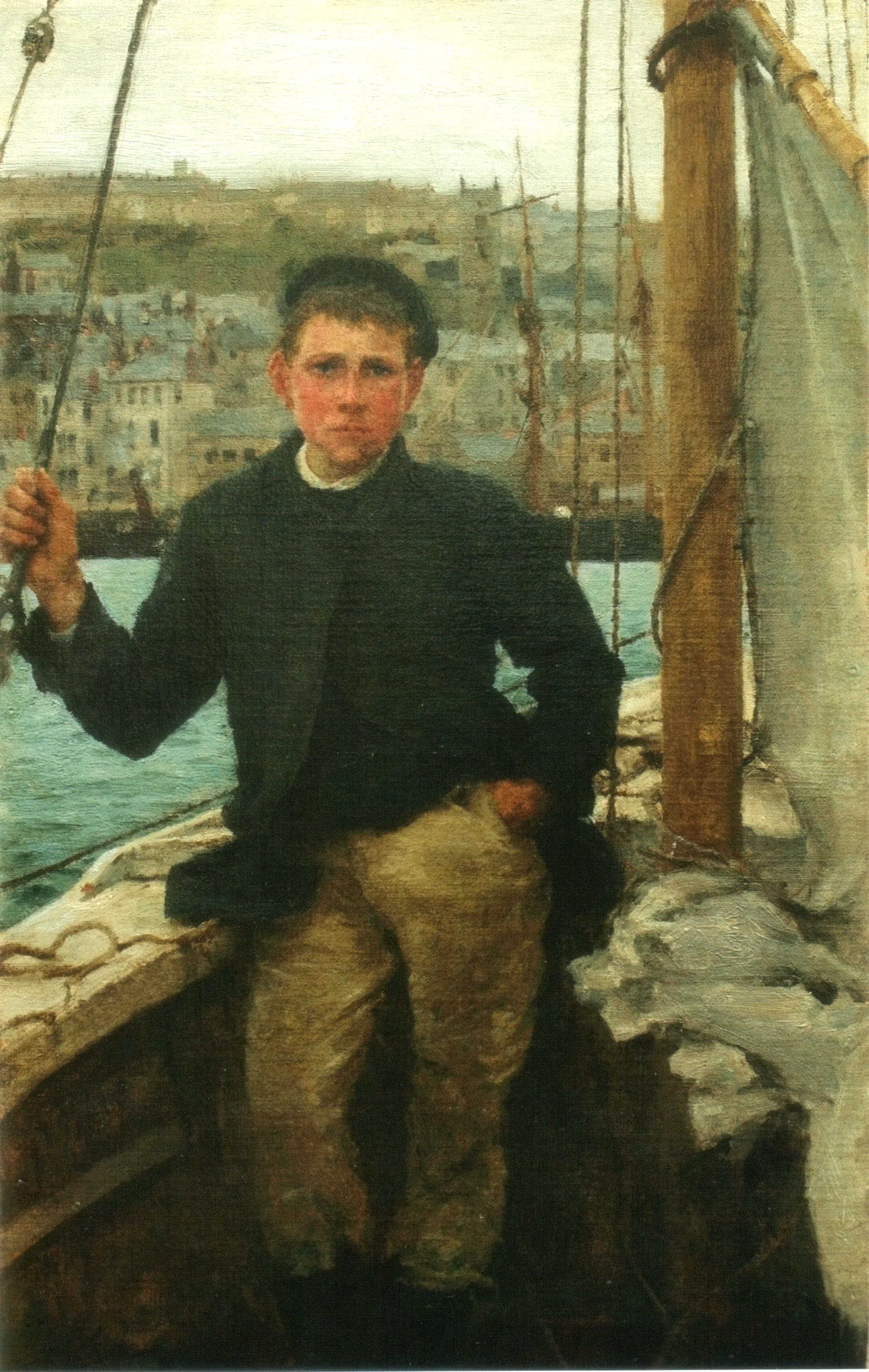
Ritratto di Jack Rolling (1886 circa).

Nato a York in una prominente famiglia di quaccheri, è il secondo figlio di Daniel Hack Tuke (1827–1895) e Maria Strickney (1826–1917).
Il padre, che di professione esercitava la medicina, fu uno dei più strenui difensori e tra i più importanti sostenitori del trattamento umano da rivolgere ai malati di mente, mentre il bis-bisnonno William Tuke aveva fondato il Retreat di York, uno dei primi moderni ricoveri per malati psichici, già nel 1792. Il bisnonno Henry Tuke, il nonno Samuel Tuke e lo zio James Hack Tuke furono anch'essi noti attivisti sociali.
La sorella, Maria Tuke Sainsbury (1861-1947), sarà la sua prima biografa; ella ha descritto l'infanzia da loro trascorsa come sana e felice. Tuke è incoraggiato a disegnare e dipingere fin dalla più tenera età, ed alcuni dei suoi primi disegni risalgono all'età di quattro o cinque anni. Nel 1870 raggiunge il fratello maggiore William alla scuola quacchera, dove rimane fino all'età di sedici anni.
Nel 1874 si trasferisce con la famiglia a Londra, dove si iscrive alla Slade School of Art. Dopo essersi diplomato viaggia attraverso l'Italia nel 1880, e dal 1881 al 1883 vive a Parigi, dove studia con il pittore francese Jean-Paul Laurens e incontra il pittore statunitense John Singer Sargent, autore anch'egli di diversi nudi maschili, sebbene ciò fosse poco noto durante la sua vita.
Nel corso degli anni '80 dell'Ottocento Tuke incontra il drammaturgo e poeta di origini irlandesi Oscar Wilde, e altri importanti autori e scrittori, come John Addington Symonds. Buona parte di essi sono omosessuali, allora solitamente identificati come fautori dell'Uranismo. Tuke è autore di un Sonetto alla gioventù, pubblicato anonimo su The Artist, e di un saggio per The Studio.

### Newlyn

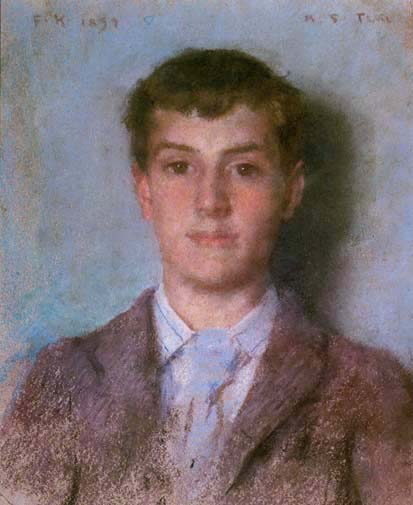
Ritratto di Frank Hird (1894).

Nel 1883, appena tornato in patria si sposta a Newlyn; qui si stava riunendo una piccola colonia di artisti che comprendeva Walter Langley, Albert Chevallier Tayler e Thomas Cooper Gotch. Questi pittori, assieme ad altri che si sono aggiunti in seguito, divennero noti agli storici dell'arte come i membri della "scuola di Newlyn" In questo periodo Tuke lavora nei pressi della vallata attorno a Lamorna.
Nel 1884 completa il suo primo dipinto raffigurante dei ragazzi in barca, intitolato "Summertime"; mostra due giovani del posto, John Wesley Kitching e John Cotton, mentre si trovano a bordo di un punt (imbarcazione) chiamato "Little Argo". Già in questo momento lo stile di Tuke era più impressionistico rispetto a quello degli altri pittori di Newlyn e rimase quindi assieme a loro solo per un breve periodo di tempo. Tuttavia, mantenne uno stretto rapporto d'amicizia con molti degli artisti fino alla sua morte.

### A Falmouth
Tuke ha dipinto alcuni studi di pittura a olio su giovani maschi nudi per la prima volta durante un breve viaggio in Italia nel 1881, quand'era poco più che ventenne, ma il tema non è diventato fondamentale per il proprio lavoro artistico se non dopo il 1885, quando s'è trasferito a Falmouth, un porto abitato per lo più da pescatori in una zona appartata della Cornovaglia, all'epoca assai remota e rustica; qui il clima era abbastanza mite, tanto da favorire il piacere di fare il bagno nudi.
Si è stabilito a Swanpool e qui, dopo aver comprato una barca da pesca per 40 sterline, l'ha fatta convertire in uno studio galleggiante ed abitazione temporanea. Qui ha potuto indulgere alla sua passione di ritrarre ragazzi in privato, focalizzando l'attenzione sempre più su scene ed ambienti marittimi, che mostrano ragazzi e giovani uomini durante la balneazione, mentre si dilettano nella pesca o durante le ore di ozio al sole sulle spiagge del primo pomeriggio estivo.
Ha affittato anche due stanze al "Pennance Cottage", situato tra Pennance Point e la spiaggia di Swanpool. Quest'abitazione è rimasta la base permanente di Tuke fino alla sua morte, anche se spesso è vissuto per lunghi periodi a bordo di imbarcazioni. I suoi primi modelli sono stati portati giù da Londra, ma ben presto fece amicizia con alcuni pescatori locali e gli assidui nuotatori di Falmouth divennero suoi amici e modelli.
Tra questi vi sono stati Edward John "Johnny" Jackett (1878-1935), Charlie Mitchell (1885-1957) (che si è poi occupato per tutta la vita del pittore della sua barca e che sarà nominato proprio erede testamentario), Willie Sainsbury (uno dei nipoti di Tuke), Leo Marshall, i fratelli Georgie e Richard Fouracre (figli della sua governante), George Williams (figlio minore dei vicini) Maurice Clift (nipote di un amico di famiglia), Ainsley Marks, Jack Rolling (in alcune fonti "Rowling"), Freddy Hall, Bert White e Harry Cleave.
A causa dell'abitudine di Tuke di intercambiare teste e corpi dei suoi modelli nei propri dipinti, spesso non è possibile identificare esattamente ogni figura. Tutti i modelli regolari di Tuke sono stati poi chiamati alle armi durante la prima guerra mondiale, ed alcuni di loro vi hanno trovato anche la morte, come è il caso di Maurice Clift - uno dei modelli per August Blue - che è stato ucciso in Francia sul fronte occidentale (1914-1918).

### Ultimi anni e morte

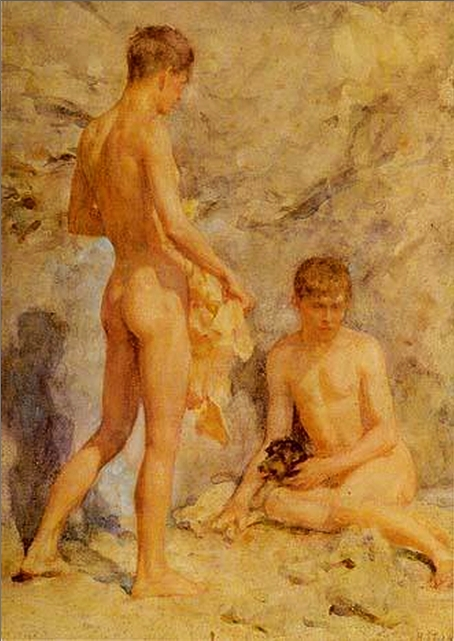
Due ragazzi e un cane (1914).

Tuke ha goduto di una considerevole fama e reputazione in vita, ed ha guadagnato abbastanza denaro dalla vendita dei suoi quadri da permettergli d'intraprendere anche lunghi viaggi all'estero, come ad esempio in Francia e in Italia, fino a giungere nelle Indie occidentali. Nel 1900 si tenne un banchetto in suo onore presso il "Royal Cornwall Polytechnic Society", associazione di volontariato cultural-scientifico-educativa; mentre nel 1914 è stato eletto alla Royal Academy of Arts, istituzione artistica con sede alla Burlington House di Piccadilly.
Nell'ultima parte della sua vita venne però a soffrire di alquanto precarie condizioni generali di salute per diversi anni, fino a quando non è morto nel 1929 a Falmouth a seguito dei postumi di un attacco di cuore subito l'anno precedente; è stato sepolto nel locale cimitero vicino alla casa dove abitava.
Verso la fine della sua esistenza sapeva che il suo lavoro non era più di moda. Nel suo testamento ha lasciato una generosa quantità di denaro per alcuni degli uomini che, come ragazzi, erano stati suoi modelli nei decenni precedenti; ha tenuto inoltre un diario dettagliato di tutta la sua vita, solo due volumi sono però sopravvissuti per essere pubblicati durante gli anni seguenti. Ha anche tenuto registrazioni accurate del proprio lavoro artistico.

## Fortuna postuma
Oggi è ricordato principalmente per i suoi dipinti ad olio di giovani, ma ebbe anche successo come pittore figurativo; era un artista di ambientazione marittima consolidato e ha prodotto un numero considerevole di ritratti di velieri come anche di figure umane. Tuke è stato un prolifico artista, con oltre 1.300 opere quotate e altre che attendono ancora di esserlo.
Dopo la sua morte, la reputazione di Tuke scomparve, ed egli venne ampiamente dimenticato fino agli anni '70, quando è stato riscoperto dalla prima generazione di artisti e collezionisti apertamente gay. Da allora in poi è diventato una specie di figura di culto nei circoli della cultura gay, con la pubblicazione di lussuose edizioni dei suoi lavori e gli alti prezzi raggiunti dalle sue opere nelle vendite all'asta.
Le abitazioni degli studenti all'University College Falmouth prendono il nome da Tuke; un omaggio a lui sia come artista sia come uno dei più famosi abitanti della città. A suo nome è stata costruita anche una sezione interna dalla scuola, conosciuta come "Falmouth College of Arts".
Il Royal Cornwall Polytechnic Society possiede una collezione che ammonta ad un totale di 279 opere dell'artista ed è la più importante collezione di genere da parte di un'istituzione di proprietà pubblica, la maggior parte sono state donate da un singolo collezionista nel 1960, ma la Società mantiene una politica di acquisizioni ed aggiunte.
Elton John possiede una ricca collezione dei suoi dipinti.

## Stile

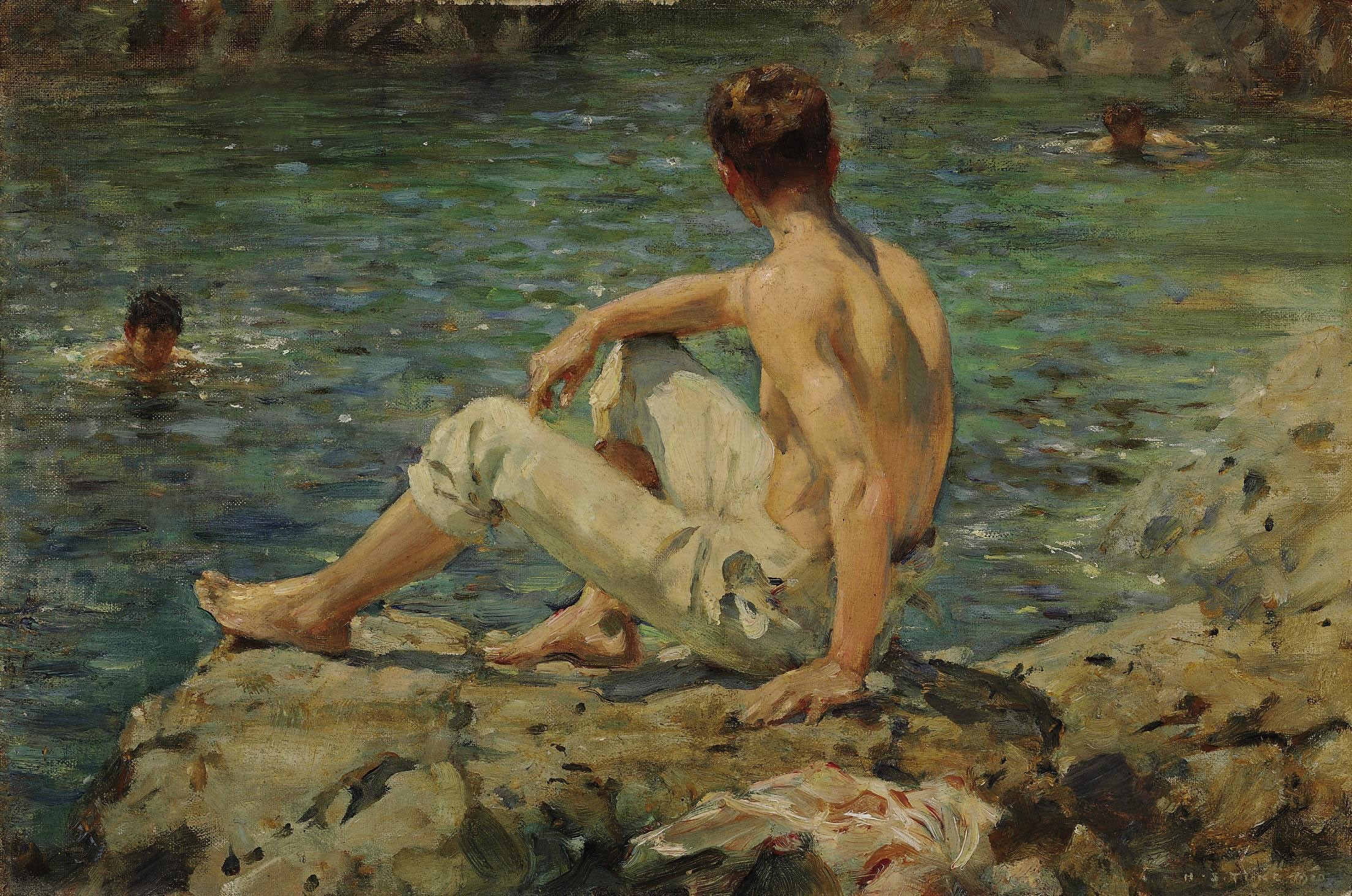
Green and Gold (1920).

Dal punto di vista della tecnica Tuke prediligeva le ampie pennellate grezze e maggiormente visibili, questo in un momento in cui la rifinitura più liscia, lucida e raffinata era quella ampiamente preferita e suggerita da pittori e critici alla moda di quel periodo.
Dotato di un forte senso del colore, eccelse nella rappresentazione della luce naturale, in particolare quella morbida e più dolce proveniente dal fragile sole dell'estate inglese; sebbene abbia spesso terminato i propri dipinti in studio, prove fotografiche mostrano ch'egli ha lavorato prevalentemente en plein air, rappresentando in tal maniera al meglio la freschezza del colore e degli effetti realistici della luce solare riflessa sul mare e sulla carne nuda dei suoi modelli.
Nei suoi primi dipinti inserisce i nudi maschili all'interno di un contesto mitologico, ma i critici hanno constatato che queste opere siano piuttosto formali, senza una propria vita interiore ed alquanto flaccide nella loro generalità oltreché inanimate. Ma a partire dal 1890 circa, Tuke ha abbandonato i temi mitologici cominciando invece a dipingere i ragazzi del posto mentre si trovavano occupati a pescare, andare in barca e nuotare, o mentre erano impegnati a tuffarsi ed immergersi in mare. Inizia al contempo a dipingere con uno stile molto più naturalistico rispetto a prima.
Il suo trattamento del colore diviene assai più libero, cominciando ad utilizzare tinte più audaci e fresche. Uno dei dipinti più noti di questo periodo è August Blue (1893-1894), uno studio di quattro giovani, per lo più nudi o seminudi, che si tuffano da una barca: Lindsay Symington (1872-1942), futuro artista anch'egli, ha fatto in questo quadro da modello per il ragazzo biondo che si tiene aggrappato all'imbarcazione stando immerso in acqua. Pur non essendo uno dei suoi modelli regolari, l'allora diciottenne Lindsay è stato un buon amico del pittore che all'epoca aveva poco più di trentacinque anni: quest'ultimo si recava spesso in visita alla casa di famiglia dei Symington a Dartmeet (zona turistica al centro di Dartmoor in Devon).
Nel corso degli anni Tuke ha dipinto anche alcuni nudi femminili ma questi non hanno mai riscosso un successo pari a quello dei nudi maschili.
Anche se i ritratti di giovani nudi si appellano senza dubbio a quegli acquirenti, ma anche a certi amici omosessuali di Tuke, i quali potevano trovare molto attraenti i maschi durante la breve età dell'adolescenza, essi non costituiscono mai raffigurazioni apertamente sessuali: i modelli vengono assai raramente mostrati in un contatto fisico di tipo esplicito l'uno con l'altro, i genitali non si vedono e non si trova alcuna suggestione di palese sessualità. La maggior parte dei dipinti rappresentano ragazzi nudi in posa in piedi o accovacciati sulla spiaggia di fronte al mare, visualizzandoli però sempre da un punto di vista prospettico posteriore, visti cioè di spalle.
L'artista formò strette e durature amicizie con molti dei giovani che posavano per lui, ma non è stato mai stabilito con certezza se fu anche coinvolto sessualmente con qualcuno di loro. Anche se è possibile che sia stato sessualmente attivo con giovani del luogo, è parimenti possibile che, come per molti omosessuali di quel periodo, abbia sublimato la sua predilezione nei confronti dell'omoerotismo in amicizie romantiche e nel campo più prettamente artistico.
Tuke è considerato anche come un importante artista di soggetti marittimi. Durante la sua carriera dipinse molte immagini di imbarcazioni e velieri maestosi, principalmente utilizzando la tecnica dell'acquerello; questi rimasero comunemente noti almeno fino agli anni '30 del '900. Egli rimaneva spesso affascinato dalla bellezza delle grandi navi a vele spiegate e fin da bambino sembra riuscisse a ritrarle a memoria. La sua decisione di trasferirsi definitivamente a Falmouth nel 1885 è stata, in parte, influenzata dalla presenza costante delle navi nel vicino porto.
Alcuni tra i principali esemplari dei suoi nudi maschili da lui creati sono stati quasi subito acquistati da importanti gallerie d'arte; era anche però ben noto come ritrattista ed ha mantenuto uno studio londinese per poter lavorare alle sue commesse. Tra i suoi ritratti più conosciuti vi è quello del soldato e scrittore Thomas Edward Lawrence (1888-1935), il futuro tenente colonnello dell'esercito britannico divenuto celebre col nome di Lawrence d'Arabia.

## Mostre e pubblicazioni
Per l'anniversario dei 150 anni dalla nascita si sono svolte varie mostre a lui dedicate:
- Catching the light: the sunshine paintings of Henry Scott Tuke, Falmouth Art Gallery.[26]
- Catching the Light: A Retrospective of Henry Scott Tuke, Royal Cornwall Museum, Truro
- A Hidden Treasure Revealed: A selection of the works on paper by Henry Scott Tuke from the Royal Cornwall Polytechnic Society, Royal Cornwall Museum, Truro.
- Catching the Light: The Art of Henry Scott Tuke, Fine Art Society, New Bond Street